# Taste You
Taste You è il terzo e ultimo singolo tratto dall'album di debutto di Melissa Auf der Maur, pubblicato nel 2004.

## Il brano
Nel brano è ospitato come cantante Mark Lanegan, ex membro dei gruppi Screaming Trees e Queens of the Stone Age. Ne esiste anche una versione in francese (intitolata Te Gôuter), presente al posto della traccia in inglese o come traccia bonus nell'album di alcuni paesi (come la Francia, gli Stati Uniti ed il Canada) o come singolo promozionale. Come B-side include Sergeant Politeness, una cover dei Failure registrata dal vivo al "The Troubadour" di Los Angeles nel 2004 e You Could Ice Skate to This, una ballata acustica cantata in duetto con l'autore. Si è classificato al 51º posto nella classifica dei singoli più venduti settimanalmente nel Regno Unito nel 2004.

## Video musicale
Nel video ufficiale del brano si vede Melissa che suona una chitarra Gibson SG e si muove in un ambiente vintage, con frequenti dissolvenze.

## Tracce
CD singolo
1. Taste You – 4:39 (Auf der Maur)
2. Sergeant Politeness (Failure cover - live) – 5:22 (Ken Andrews, Greg Edwards)
3. You Could Ice Skate to This (feat. B. Balthazar) – 3:42 (B. Balthazar)

CD singolo promo FR
1. Taste You (Version Française) – 3:50 (Auf der Maur)

Vinile 7" UK
1. Taste You – 4:39 (Auf der Maur)
2. Sergeant Politeness (Failure cover - live) – 5:22 (Ken Andrews, Greg Edwards)

## Formazione
Hanno partecipato alla registrazioni, secondo le note dell'album:

### Musicisti
- Melissa Auf der Maur – voce, basso, chitarra
- Steve Durand – chitarra
- Jordon Zadorozny – chitarra, batteria
- Mark Lanegan – voce

### Tecnici
- Chris Goss – produzione, ingegneria del suono
- Melissa Auf der Maur – produzione
- Martin Schmelzle – ingegneria del suono
- Biff Daves – ingegneria del suono (in Seargeant Politeness)
- Jeffe Martin – registrazione (in You Could Ice Skate to This)
- Ben Grosse – missaggio